# ویکی لیاندروس
ویکی لیاندروس (به انگلیسی: Vicky Leandros) (زادهٔ ۲۳ اوت ۱۹۴۹ در کورفو، یونان) خوانندهٔ لوکزامبورگی است. نام اصلی وی «واسیلیکی پاپاثاناسیو» (به یونانی: Βασιλική Παπαθανασίου) است.
او در سال ۱۹۷۲ برندهٔ مسابقهٔ یوروویژن شد.